# Szkło dmuchane

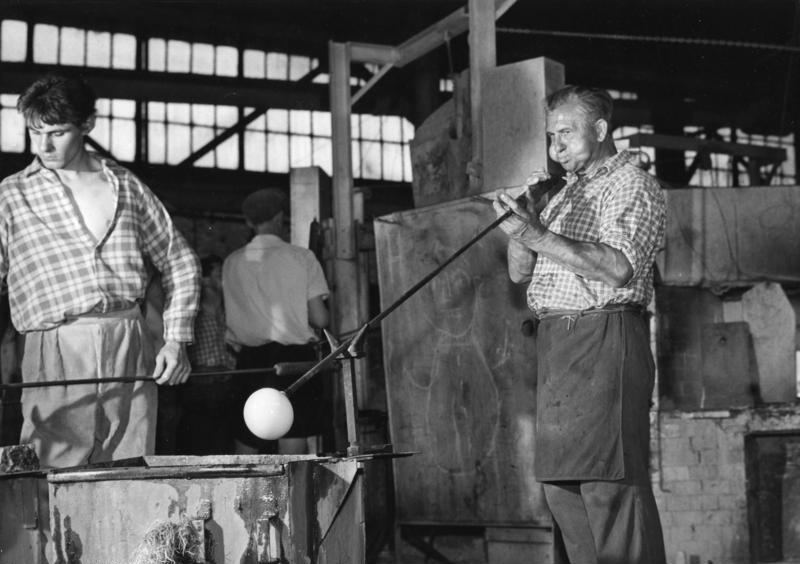
Hutnicy przy wytwarzaniu szkła dmuchanego

Szkło dmuchane – szkło płaskie (szyba) lub wyroby szklane uformowane z masy szklanej metodą dmuchania.
Szkło dmuchane kształtowane jest na gorąco z płynnej masy szklanej o odpowiedniej lepkości pozwalającej kształtować wyroby. Masa wytwarzana jest w piecu donicowym. Hutnik-szklarz (dmuchacz) na specjalną rurkę nazywaną piszczelą szklarską nabiera z pieca porcję płynnej masy szklanej
i wydmuchuje z niej jednolitą bańkę, następnie nabiera na nabel właściwą porcję masy. Dmuchając i obracając rurkę, dmuchacz powiększa kulę płynnego szkła do odpowiednich rozmiarów, formując z niej cylinder (tzw. cholewę) o długości około 80 cm. i żądanej grubości, która po obcięciu końcówek rozcinana jest wzdłuż i rozkładana, tworząc płaską taflę szkła. Tafla powoli stygnie w odprężarce, po ostygnięciu zostaje przycięta do określonych wymiarów. Tafla szkła wykonana metodą dmuchaną za każdym razem ma inną grubość i nieco inny odcień, przez co jest niepowtarzalna. Wszystkich możliwych odcieni jest około 8 tysięcy.